# Отдел ЦК КПСС по связям с коммунистическими и рабочими партиями социалистических стран
Отдел ЦК КПСС по связям с коммунистическими и рабочими партиями социалистических стран (образован 21.2.1957, упразднён 10.1988), отдел также называли Отделом по соцстранам, 2-м международным, отделом братских партий, братским отделом. 
До 1957 года отношениями как с правящими, так и с не находящимися у власти родственными партиями заведовал Международный отдел ЦК КПСС, однако после кризиса 1956 года (Венгерское восстание 1956 года) ответственность за связи с правящими компартиями была передана новосозданному Отделу по связям с коммунистическими и рабочими партиями социалистических стран, который возглавил бывший до этого с 1954 года послом СССР в Венгрии Юрий Андропов.

## Руководство
Заведующие:
- март 1957 — май 1967 гг. Андропов, Юрий Владимирович
- 1968—1972 гг. — Русаков, Константин Викторович
- 1972—1977 гг. — Катушев, Константин Фёдорович
- май 1977 — февраль 1986 гг. — Русаков, Константин Викторович
- 1986 — октябрь 1988 гг. — Медведев, Вадим Андреевич

1-е заместители заведующего:
- 1962—1965 гг. — Лев Толкунов
- 1965—1968 гг. — Русаков, Константин Викторович
- 1968—1986 гг. — Рахманин, Олег Борисович
- 1986—1988 гг. — Шахназаров, Георгий Хосроевич

Руководители подотдела информации: Ф. М. Бурлацкий, Г. А. Арбатов, А. Е. Бовин, Н. В. Шишлин.
В разное время в Отделе также работали: Г. А. Арбатов (с 1964 года), А. Е. Бовин, Г. Х. Шахназаров, О. Т. Богомолов, Лев Делюсин (с 1960 года), Л. А. Крайнов — консультант, В. И. Седов — консультант, Владимир Крючков (1959—1963 — референт, 1963—1965 — заведующий сектором), Л. С. Мосин.